# Hissène Habré
Hissène Habré, aussi connu comme Hissein Habré (en arabe tchadien : حسين حبري  [hiˈsɛn ˈhabre]), né le 13 août 1942 à Largeau et mort le 24 août 2021 à Dakar, est un homme d'État tchadien. Il est président de la république du Tchad de 1982 à 1990.
Issu d'un clan du nord, il rejoint les rebelles du Frolinat contre le gouvernement tchadien dominé par le sud dans la première guerre civile tchadienne.
Le 21 avril 1974, dans la région du Tibesti, Hissène Habré et ses rebelles enlèvent un médecin allemand et l'archéologue française Françoise Claustre qui ne sera libérée que le 1er février 1977 en même temps que son mari Pierre Claustre, lui-même enlevé le 26 août 1975. Hissène Habré est tenu pour responsable de la torture et de l'exécution sommaire le 4 avril 1975 de l'émissaire envoyé par le gouvernement français pour négocier leur libération, le commandant Galopin. En raison d'une rupture avec Goukouni Oueddei, un autre commandant rebelle, Habré et son armée rebelle, les Forces armées du Nord (FAN), s'allient brièvement avec le gouvernement de Felix Malloum avant de se retourner contre ce dernier. Sous les termes des accords de Lagos en 1979, Malloum démissionne et Habré est nommé ministre de la Défense dans le Gouvernement d'union nationale de transition (GUNT) avec Oueddei comme président. Leur alliance s'est effondrée rapidement, menant à une deuxième guerre civile qui s'achève en 1982, quand les forces de Habré renversent Oueddei.
Devenu le nouveau président du Tchad, Habré impose une dictature à parti unique gouvernée par son Union nationale pour l'indépendance et la révolution (UNIR), sous laquelle le pays éprouve une violation généralisée des droits de l'homme. Il reçoit le soutien de la France et des États-Unis tout au long de son régime en raison de son opposition au dirigeant libyen Mouammar Kadhafi. Il dirige le pays pendant le conflit tchado-libyen, aboutissant à la victoire en 1987 dans la guerre des Toyota avec le soutien français. Il est renversé en 1990 par un coup d'État fomenté par son ancien général Idriss Déby et s'enfuit en exil au Sénégal. Un décret tchadien de 1990 met en place une commission nationale d’enquête visant les crimes commis par l’ex-président, et ses complices. En mai 1992, cette commission publie un rapport d’après lequel le régime Habré aurait fait au moins 40 000 morts.
En 2006, il est inculpé de crimes contre l'humanité, crimes de guerre et actes de torture. Son procès, qui s'ouvre à Dakar en 2015, est la première utilisation de la compétence universelle sur le continent africain. Human Rights Watch affirme que 1 200 personnes ont été tuées et 12 000 torturées par son régime. Il est condamné à la prison à perpétuité en appel en 2017. Il meurt en prison du Covid-19 quatre ans plus tard.

## Biographie

### Jeunesse et études en France
Le jeune Hissène grandit dans le désert du Djourab, au milieu de bergers nomades. Il est issu de l'ethnie toubou. Intelligent, aidé par ses instituteurs, il étudie. Après l'indépendance, la politique d'africanisation des postes administratifs occupés jusque-là par des Français vaut à Hissène Habré d'être nommé sous-préfet de Moussoro par le président François Tombalbaye. La même année, il part étudier en France, à l’Institut des hautes études d’outre-mer,, il s'attelle ensuite à des études de droit, fréquente l’Institut d'études politiques et fait son éducation politique en lisant Frantz Fanon, Che Guevara, et Raymond Aron.

### Au Front de libération nationale du Tchad
Après la fin de ses longues études en 1972, Hissène Habré repart au Tchad et rejoint le Frolinat, puis fonde les Forces armées nationales du Tchad (FANT), aujourd'hui disparues sous ce nom.
Le 21 avril 1974, dans la région du Tibesti, des rebelles toubous commandés par Hissène Habré enlèvent un médecin allemand libéré en 1975 contre le versement d'une rançon, un coopérant français Marc Combe qui réussit à s'échapper et l'archéologue Françoise Claustre qui sera libérée le 1er février 1977 en même temps que son mari Pierre Claustre, lui-même enlevé le 26 août 1975. Hissène Habré est tenu pour responsable de la torture et de l'exécution sommaire le 4 avril 1975 de l'émissaire envoyé par le gouvernement français pour négocier leur libération, le commandant Galopin.

### Premier ministre
Il est nommé au poste de Premier ministre le 29 août 1978 par le président de la République, le général Félix Malloum[source insuffisante]. Son mandat prend fin avec la guerre qu'il a lui-même déclenchée le 12 février 1979.
Hissène Habré est le fondateur du Conseil de commandement des forces armées du Nord (CCFAN), devenu Forces armées du Nord (FAN).
Face au président Goukouni Oueddei, allié de la Libye, il a le soutien de la France et des États-Unis. L'élection de François Mitterrand en 1981 change la donne : celui-ci cherche une solution négociée avec le gouvernement tchadien et diminue le soutien aux rebelles. Ces derniers bénéficient cependant toujours de l'aide discrète du SDECE — les services de renseignement français — et de mercenaires dirigés par Bob Denard. Finalement, le refus de la Libye de retirer son armée du nord du pays (le Tchad et la Libye avaient proclamé leur fusion en janvier 1981), conduit Washington, qui voyaient en Mouammar Kadhafi leur principal ennemi dans la région, à intensifier leur aide aux rebelles et la capitale est prise en juin 1982.

### Président de la République
Hissène Habré renverse Goukouni Oueddei le 7 juin 1982 pour occuper le poste de président de la République. Le poste de Premier ministre est supprimé le 19 juin et plusieurs opposants politiques sont exécutés. Habré transforme les FAN en armée régulière (FANT), puis crée une police politique, la Direction de la documentation et de la sécurité (DDS), responsable de milliers d'enlèvements et d'assassinats politiques.
Le Gouvernement d'Union nationale de transition (GUNT), animé par Goukouni Oueddei, chassé du pouvoir par les forces d'Hissène Habré, se retire dans le nord du Tchad. Il est aidé par la Libye qui annexe depuis 1973 la bande d'Aozou. La guerre s'aggrave en 1983 avec l'avancée du GUNT en direction de la capitale. L’armée française intervient dès août 1983 pour soutenir Habré dans cette offensive (opération Manta, puis opération Épervier), qui aboutit en mars 1987 à la reconquête du nord. Durant le conflit, les États-Unis ont utilisé une base clandestine au Tchad pour entraîner des centaines soldats libyens capturés et les organiser en force anti-Kadhafi. Ils auraient également fourni un soutien militaire et organisationnel à la DDS.
L'aide de la France et des États-Unis a été décisive. L'occupation libyenne a pris fin en mars 1987. Un cessez-le-feu a été signé en septembre 1987, consacrant la victoire d'Habré. Les relations diplomatiques entre la Libye et le Tchad ont été rétablies en octobre 1988.
Entre 1982 et 1985, les mouvements d'autodéfenses créés dans le sud sont brutalement réprimés. Lors du « septembre noir » de 1984 des villages entiers sont pillés et incendiés. En 1987, une rébellion Hadjaraï est écrasée dans le sang. La répression est également confiée à la Direction de la documentation et de la sécurité, dont des membres sont formés par la DGSE française, qui arrête toute personne suspectée de soutenir l'opposition. Hissène Habré conserve le soutien de la France jusqu'en 1990 : outre l'aide militaire directe, il reçoit un soutien financier, d'une assistance technique et des formations pour son armée. L'influence des États-Unis est cependant de plus en plus forte, ce qui embarrasse Paris, qui entend rester maitre dans son pré carré.
Hissène Habré, considérant que son régime est soutenu par les États-Unis, se détourne de la France, pensant ne plus avoir besoin de son appui. Le général Idriss Déby le renverse alors le 1er décembre 1990, le directeur de la DGSE Claude Silberzahn ayant convaincu le président Mitterrand de placer au pouvoir Idriss Déby en abandonnant Hissène Habré qui trouve refuge au Sénégal,.

### Poursuites judiciaires
Hissène Habré est soupçonné d'être responsable de la mort de presque 40 000 personnes. En janvier 1992, après le renversement du régime Habré, plusieurs fosses communes ont été découvertes à 25 km de la capitale. Certaines fosses contenaient jusqu'à 150 squelettes des détenus exécutés par la tristement célèbre police politique (DDS). Le rapport de la commission d'enquête comptabilise quelque 80 000 orphelins produits par la terreur du régime Habré.
Des poursuites contre lui sont engagées en Belgique en application de la loi de compétence universelle qui, bien qu'abrogée en 2003, s'applique dans ce cas précis (certains plaignants ayant acquis la nationalité belge). Un mandat d'arrêt international, assorti d'une demande d'arrestation immédiate, est délivré par la justice belge le 19 septembre 2005 et transmis aux autorités sénégalaises. Après son arrestation le 15 novembre et une garde à vue de quelques jours, Hissène Habré est relâché, la justice sénégalaise s'étant finalement déclarée incompétente et l'affaire portée au niveau de l'Union africaine.
En juillet 2006, le Sénégal est mandaté par l'Union africaine pour juger Hissène Habré pour crimes contre l'humanité, crimes de guerre et actes de torture. Le Sénégal a alors engagé une série de réformes législatives et adopté un amendement constitutionnel afin de juger l'ancien dictateur tchadien. Les autorités sénégalaises ont cependant suspendu leur action judiciaire à la prise en charge, par la communauté internationale en général et à l'Union africaine en particulier, de la totalité des fonds nécessaires pour le procès, estimée à 27,4 millions d'euros.
Le 15 août 2008, il est condamné à mort par contumace pour crimes contre l'humanité par un tribunal de N'Djaména.
Le 3 décembre 2012, Reed Brody, s'appuyant sur les témoignages recueillis par l'Association des victimes des crimes et répressions politiques que préside Souleymane Guengueng, annonce l'imminence de son procès. Le 30 juin 2013, il est placé en garde à vue dans le cadre d'une enquête ouverte par un tribunal spécial devant le juger. C'est un soulagement pour beaucoup de victimes, qui attendaient la tenue de ce procès. Le cinéaste tchadien Mahamat Saleh Haroun réalise un documentaire intitulé Hissein Habré une tragédie nationale, consacrant une grande partie du film aux rescapés de cette barbarie.
Hissène Habré est jugé à partir du 20 juillet 2015, à Dakar par les Chambres africaines extraordinaires, juridiction spéciale créée par le Sénégal et l’Union africaine considérée par certains experts comme étant la juridiction la plus nationale des tribunaux internationaux. Ce procès n'aurait pas pu avoir lieu sans l'intervention de l'avocat Reed Brody, un des conseillers et porte-parole de Human Rights Watch, et sans l'action de la Belgique, qui avait saisi la Cour internationale de justice (CIJ) en 2009 d'une action contre le Sénégal pour son abstention à juger ou extrader Hissène Habré conformément à ce que prévoit la Convention des Nations unies contre la torture qui liait les deux États : le 20 juillet 2012, la CIJ, à l'unanimité des 17 juges, donne raison à la Belgique et déclare que le Sénégal est obligé de poursuivre Hissène Habré ou, à défaut, de l'extrader vers tout État qui veut le poursuivre pénalement.
Pour défendre les 4 000 victimes, le collectif des avocats est coordonné par l'avocate tchadienne Jacqueline Moudeina.
Le 30 mai 2016, il est reconnu coupable de crimes contre l'humanité, viols, exécutions, esclavage et enlèvements. Il est condamné à la prison à perpétuité par le tribunal spécial africain à Dakar, au Sénégal en première instance. Le 29 juillet 2016 s'ajoute à cette peine une condamnation à verser entre 10 et 20 millions de francs CFA (entre 15 245 et 30 490 euros) par victime.
Hissène Habré a fait appel de sa condamnation : ce nouveau procès débute le 9 janvier 2017. Le 27 avril 2017, les Chambres extraordinaires africaines annoncent le maintien de la condamnation à la prison à perpétuité, peine qu'il purgera au Sénégal ou dans un autre pays de l'Union africaine. En outre, la Chambre d'appel fixe le montant des dommages que Hissène Habré devra verser à 82 milliards 290 millions de francs CFA (environ 125 millions d'euros).
À la suite d'une demande de son avocat arguant des risques pour sa santé en raison de la pandémie de Covid-19 et de son âge avancé, Hissène Habré est placé le 7 avril 2020 en résidence surveillée pour 60 jours,.
Le 7 juin 2020, il retourne en prison. En avril 2021, la justice sénégalaise refuse une demande de libération.

### Maladie et mort
Le 24 août 2021, alors qu'il est hospitalisé à Dakar pour des complications dues au Covid-19, l'ancien président Hissène Habré s'éteint, à l'âge de 79 ans,. Il est enterré au cimetière musulman de Yoff deux jours plus tard.